# 19 ديسمبر
- السبت
- الأحد
- الاثنين
- الثلاثاء
- الأربعاء
- الخميس
- الجمعة

- 298 جمادى الآخرة 1447  هـ
- 309 جمادى الآخرة 1447  هـ
- 110 جمادى الآخرة 1447  هـ
- 211 جمادى الآخرة 1447  هـ
- 312 جمادى الآخرة 1447  هـ
- 413 جمادى الآخرة 1447  هـ
- 514 جمادى الآخرة 1447  هـ
- 615 جمادى الآخرة 1447  هـ
- 716 جمادى الآخرة 1447  هـ
- 817 جمادى الآخرة 1447  هـ
- 918 جمادى الآخرة 1447  هـ
- 1019 جمادى الآخرة 1447  هـ
- 1120 جمادى الآخرة 1447  هـ
- 1221 جمادى الآخرة 1447  هـ
- 1322 جمادى الآخرة 1447  هـ
- 1423 جمادى الآخرة 1447  هـ
- 1524 جمادى الآخرة 1447  هـ
- 1625 جمادى الآخرة 1447  هـ
- 1726 جمادى الآخرة 1447  هـ
- 1827 جمادى الآخرة 1447  هـ
- 1928 جمادى الآخرة 1447  هـ
- 2029 جمادى الآخرة 1447  هـ
- 211 رجب 1447  هـ
- 222 رجب 1447  هـ
- 233 رجب 1447  هـ
- 244 رجب 1447  هـ
- 255 رجب 1447  هـ
- 266 رجب 1447  هـ
- 277 رجب 1447  هـ
- 288 رجب 1447  هـ
- 299 رجب 1447  هـ
- 3010 رجب 1447  هـ
- 3111 رجب 1447  هـ
- 112 رجب 1447  هـ
- 213 رجب 1447  هـ

19 ديسمبر أو 19 كانون الأوَّل أو يوم 19\12 (اليوم التاسع عشر من الشهر الثاني عشر) هو اليوم الثالث والخمسون بعد الثلاثمائة (353) من السنة، أو الرابع والخمسون بعد الثلاثمائة (354) في السنوات الكبيسة، وفقًا للتقويم الميلادي الغربي (الغريغوري). يبقى بعده 12 يومًا على انتهاء السنة.

## أحداث
- 1154 ـ تتويج هنري الثاني ملكًا على إنجلترا في دير وستمنستر.
- 1490 ـ زواج آن دوقة بريتاني وماكسيمليان الأول إمبراطور الرومانية المقدسة.
- 1843 ـ صدور رواية ترنيمة عيد الميلاد لتشارلز ديكنز.
- 1885 - تسوية نزاع إنجلترا وإسبانيا حول جزر كارولين.
- 1914 - حسين كامل نجل الخديوي إسماعيل يتولى عرش مصر تحت اسم سلطان خلفًا لابن أخيه الخديوي عباس حلمي الثاني.
- 1915 - الألمان يخترعون غاز الفوسجين القاتل لاستخدامه في القذائف المدفعية وذلك أثناء الحرب العالمية الأولى.
- 1916 - بدء معركة فردان أثناء الحرب العالمية الأولى والتي استطاع الفرنسيون فيها وقف التقدم الألماني في بلادهم بدأوا بعده هجوم معاكس حقق نجاحًا كبيرًا.
- 1919 ـ وصول السفينة روزلن إلى ميناء يافا في بداية الموجة الثالثة من هجرة اليهود من أوروبا إلى فلسطين.
- 1930 - بدء الثورة في فيتنام ضد الاستعمار الفرنسي بزعامة هو تشي منه.
- 1935 ـ الملك فؤاد الأول ملك مصر يصدر أمرًا ملكيًا بإلغاء العمل بدستور 1930 وإعادة العمل بدستور 1923.
- 1941 - أدولف هتلر ينصب نفسه قائدًا أعلى على الجيوش الألمانية ويلقب نفسه بالفوهرر.
- 1944 ـ صدور أول عدد من صحيفة لوموند الفرنسية.
- 1946 ـ اندلاع الحرب الهندوصينية الأولى.
- 1949 - انقلاب في سوريا بقيادة أديب الشيشكلي ضد سامي الحناوي الذي حاول توحيد سوريا مع العراق.
- 1955 - إعلان استقلال السودان من داخل البرلمان.
- 1963 - زنجبار تستقل عن التاج البريطاني.
- 1965 - إعادة انتخاب شارل ديغول رئيسًا لفرنسا.
- 1971 - استقالة رئيس باكستان محمد أيوب خان وذلك بعد هزيمة بلاده أمام الهند.
- 1980 ـ تأسيس وكالة الأنباء الكورية الجنوبية (يونهاب).
- 1983 - سرقة كأس كأس العالم لكرة القدم (كأس جول ريميه) من خزائن الاتحاد البرازيلي لكرة القدم في مدينة ريو دي جانيرو.
- 1984 - المملكة المتحدة توقع اتفاق رسمي تنتقل بمقتضاه هونغ كونغ إلى السيادة الصينية عام 1997.
- 1986 ـ الزعيم السوفييتي ميخائيل غورباتشوف يأمر بإطلاق أندريه ساخاروف وزوجته من منفاهما في غوركي.
- 1989 - ألمانيا الشرقية وألمانيا الغربية يعقدان اتفاقية تعاون.
- 1995 ـ صدور أول عدد إلكتروني من صحيفة لوموند الفرنسية على شبكة الإنترنت في الذكرى الحادية والخمسين لصدور عددها الورقي الأول.
- 2001 - إطفاء الحرائق والأدخنة بشكل تام من أنقاض برجي مركز التجارة العالمي بعد ثلاثة أشهر من هجمات سبتمبر.
- 2003 - ليبيا تعلن إنها ستقوم بتدمير ترسانتها من أسلحة الدمار الشامل، كما أعلنت عن موافقة الزعيم الليبي معمر القذافي على السماح لمفتشي الأسلحة على مراقبة التخلص من هذه الأسلحة بدون قيد أو شرط.
- 2009 - رئيس الوزراء اللبناني سعد الدين الحريري يقوم بزيارة رسمية إلى سوريا هي الأولى له منذ اغتيال والده رئيس الوزراء السابق رفيق الحريري وما تلاها من اتهامات وجهت إلى سوريا حول وجود صلة لها بحادث الاغتيال ويجري محادثات مع الرئيس السوري بشار الأسد.
- 2010 ـ ألكسندر لوكاشينكو يفوز بولاية رابعة كرئيس لبيلاروس.
- 2011 - كوريا الشمالية تعلن عن وفاة الزعيم كيم جونغ إل وذلك بعد وفاته بيومين، كما تم الإعلان إن نجله كيم جونغ أون تولى المسؤولية خلفًا له.
- 2013 - براءة علاء وجمال مبارك وأحمد شفيق (غيابياً)، في قضية أرض الطيارين.
- 2015 - اغتيال سمير القنطار، الذي لُقِّب بـ«عميد الأسرى اللُبنانيين في السُجون الإسرائيليَّة» في غارةٍ جويَّة إسرائيليَّة، على مدينة جرمانا في ريف دمشق.
- 2016 -
  - اغتيال أندريه كارلوف، السفير الروسي في تركيا جراء تعرضه لهجوم مسلح في أنقرة، على يد شرطي يدعى مولود آلطن طاش قال أنه فعل ذلك انتقامًا من المشاركة الروسية في هجوم حلب.
  - مقتل شخص وإصابة 3 آخرين إثر هجوم على مركز إسلامي بمدينة زيورخ السويسرية وانتحار منفذ الهجوم.
  - مقتل 12 شخص وإصابة 49 آخرين في هجوم بالدهس استهدف سوقًا مزدحمة بالعاصمة الألمانية برلين.
- 2019 -
- اندلاع الثورة السودانية وحرق دار حزب المؤتمر الوطني في مدينة عطبرة
- تنصيب عبد المجيد تبون لمنصب رئاسة الجزائر ليكون ثامن رئيس جزائري منذ استقلال البلاد عن فرنسا.
- 2021 - انتخاب اليساري غابرييل بوريك رئيسًا لتشيلي ليصبح بذلك أصغر رئيس في تاريخ البلاد.

## مواليد
- 1683 - الملك فيليب الخامس، ملك إسبانيا.
- 1852 - ألبرت ميكلسون، عالم فيزياء أمريكي حاصل على جائزة نوبل في الفيزياء عام 1907.
- 1884 - أنطونن زابوتوكي، سياسي شيوعي بوهيمي تشيكوسلافي.
- 1900 - وجيه الخوري، کاتب وشاعر سوري.
- 1903 - جورج سنيل، عالم أمريكي في علم الوراثة حاصل على جائزة نوبل في الطب عام 1980.
- 1906 - ليونيد بريجنيف، زعيم سوفيتي.
- 1910 ـ جان جينيه، شاعر وروائي وكاتب مسرحي فرنسي.
- 1915 - إديث بياف، مغنية فرنسية.
- 1919 ـ إيزاك فانوس، فنان مصري قبطي معاصر.
- 1926 - عبد الوهاب البياتي، شاعر عراقي.
- 1930 ـ جمال قعوار، شاعر فلسطيني.
- 1933 ـ صفوت الشريف، وزير إعلام مصري سابق.
- 1934 - براتيبها باتيل، رئيسة الهند ال12.
- 1941 - إي ميونغ باك، رئيس كوريا الجنوبية العاشر.
- 1942 ـ ميلان ميلوتينوفيتش، رئيس صربي الثانى.
- 1948 - عفاف شعيب، ممثلة مصرية.
- 1949 ـ كارلوس غوميز جونيور، رئيس وزراء غينيا بيساو الأسبق.
- 1951 - ميغويلي، لاعب كرة قدم إسباني.
- 1957 - جوروتا كوسغي، ممثل أداء صوتي ياباني.
- 1958 - أحمد الطيبي، عضو عربي بالكنيست الإسرائيلي.
- 1961 - إيريك ألين كورنيل، عالم فيزياء أمريكي حاصل على جائزة نوبل في الفيزياء عام 2001.
- 1972
  - هادي خشبة، لاعب كرة قدم دولي مصري معتزل.
  - أليسا ميلانو، ممثلة أمريكية.
- 1980 - جيك جيلنهال، ممثل أمريكي.
- 1985 - غاري كاهيل، لاعب كرة قدم إنجليزي.
- 1986 - ريان بابل، لاعب كرة قدم هولندي.
- 1987 - كريم بن زيما، لاعب كرة قدم فرنسي.
- 1988 - أليكسيس سانشيز، لاعب كرة قدم من تشيلي.
- 1991 - دكلن جالبرايث، مغني إنجليزي.
- 1992 - إكير مونيان، لاعب كرة قدم إسباني.
- 1993 - علي عدنان، لاعب كرة قدم عراقي.

## وفيات
- 211 - غيتا، الإمبراطور روماني الثالث والعشرون.
- 401 ـ البابا أناستاسيوس الثاني، بابا الكنيسة الكاثوليكية.
- 1111 - أبو حامد محمد بن محمد الغزالي، عالِم وفقيه ومتصوف إسلامي.
- 1848 - إيميلي برونتي، روائية إنجليزية.
- 1900 ـ محمد عثمان، مغنٍ مصري.
- 1904 ـ جيمس فيليب إيغل، سياسي ديمقراطي أمريكي شغل منصب حاكم ولاية أركنساس.
- 1915 - ألويس آلزهايمر، عالم نفس وباثولوجيا عصبية ألماني، عرف باكتشافه داء آلزهايمر.
- 1931 - يوسف بورحيل المسماري، مجاهد ليبي.
- 1944 - الخديوي عباس حلمي الثاني، آخر خديوي لمصر.
- 1946 - بول لانجفان، عالم فيزياء فرنسي.
- 1953 - روبرت ميليكان، عالم فيزياء أمريكي حاصل على جائزة نوبل في الفيزياء عام 1923.
- 1954 ـ فرانس جنر بنجتسون، كاتب وروائي وشاعر ومؤرخ سويدي.
- 1957 ـ أبو الحسن صبا، موسيقار وعازف كمان إيراني.
- 1983 ـ محمود أفشار، عالم سياسي، صحفي، محام، كاتب وشاعر إيراني.
- 1997 ـ ماسارو إيبوكا، أحد مؤسسَي شركة سوني للإلكترونيات.
- 2004 - هيربرت براون، عالم كيمياء أمريكي حاصل على جائزة نوبل في الكيمياء عام 1979.
- 2009
  - حمد الطيار، مغني سعودي.
  - حسين علي المنتظري، مرجع ديني إيراني.
- 2010 -
  - نوح القضاة، مفتي المملكة الأردنية الهاشمية.
  - اللواء أحمد مختار، عسكري وسياسي مصري.
  - مصطفى مشعل، فنان تشكيلي مصري.
- 2015 - سمير القنطار، عميد الأسرى اللبنانيين في السجون الإسرائيلية.
- 2016 -
  - أندريه كارلوف، السفير الروسي في تركيا.
  - مولود آلطن طاش، شرطي تركي وقاتل السفير الروسي أندريه كارلوف.
- 2022 -
  - سلام الزوبعي، نائب رئيس الوزراء العراقي في حكومة نوري المالكي الأولى.

## أعياد ومناسبات
- يوم التحرير في غوا بالهند.

## وصلات خارجية
- وكالة الأنباء القطريَّة: حدث في مثل هذا اليوم.
- النيويورك تايمز: حدث في مثل هذا اليوم.
- BBC: حدث في مثل هذا اليوم.